# الدوري الإيطالي 1904
دوري الفئة الأولى الإيطالي 1904 هي النسخة السابعة من دوري الدرجة الأولى الإيطالي بمسماه الجديد. حافظ فيه نادي جنوى على لقبه للمرة الثالثة على التوالي وكانت هذه هي المرة السادسة التي يتوج بهذا اللقب من أصل 7 بطولات.
لم تتغير قوانين هذه البطولة _بالرغم من تغير اسمها_ مقارنة بالنسخة السابقة، حيث أن الفريق الفائز في الموسم الماضي (جنوى) تأهل مباشرة لنهائي هذه النسخة دون خوض مباريات تأهيلية أو إقصائية.

## الأدوار التأهيلية
| الأحد 6 مارس 1904 | يوفنتوس          | 1 - 0 | تورينز | تورينو |
| الأحد 6 مارس 1904 | الهداف غير معروف |       |        | تورينو |

| الأحد 6 مارس 1904 | إيه سي ميلان  | 1 - 0 | جيناستيكا | كامبو ديلا أكوابيلا، ميلان الحكم: سبينسلي |
| الأحد 6 مارس 1904 | هيربرت كيلبين |       |           | كامبو ديلا أكوابيلا، ميلان الحكم: سبينسلي |

## نصف النهائي
| الأحد 13 مارس 1904 | إيه سي ميلان   | 1 - 1 | يوفنتوس     | كامبو ديل أكابيلا، ميلان الحكم : بوسيسيو |
| الأحد 13 مارس 1904 | أومبيرتو سكوتي |       | والتر سترول | كامبو ديل أكابيلا، ميلان الحكم : بوسيسيو |

- إعادة المباراة

| الأحد 20 مارس 1904 | إيه سي ميلان | 0 - 3                          | يوفنتوس | كامبو دبل أكابيلا، ميلان الحكم : دوبي |
| الأحد 20 مارس 1904 |              | فراري والتر سترول لويجي جيبيزي |         | كامبو دبل أكابيلا، ميلان الحكم : دوبي |

ملاحظة: هناك مصادر أخرى تشير إلى أن نتيجة المباراة انتهت ب 1 - 0 لصالح يوفنتوس.

## النهائي
| الأحد 27 مارس 1904 | جنوى                | 1 - 0 | يوفنتوس | بونتا كاريجا, جنوى الحكم :دوبي |
| الأحد 27 مارس 1904 | ايتيان بينيون (65°) |       |         | بونتا كاريجا, جنوى الحكم :دوبي |

## اللقب

### البطل
| الدوري الإيطالي الدرجة الأولى بطل 1904 |
| -------------------------------------- |
| جنوى اللقب السادس                      |
|                                        |

### تشكيلة الفائز
جنوى
- جايمس ريشاردسون سبينسلي
- ايتيان بينيون
- باولو روسي
- كارل سينفت
- أوسكار سكولر
- إدواردو باستور الأول
- أتيليو سالفادي
- فييري أرنالدو جوتزولف
- جوزيف ويليام أجار
- إنريكو باستور الثاني
- سيلفيو باليراني